# Ernest Augustus, Duce de Brunswick
Ernest Augustus III (germană Ernst August Christian Georg; 17 noiembrie 1887 – 30 ianuarie 1953), a fost Duce de Brunswick, nepot al regelui George al V-lea al Hanovrei, pe care prusacii l-au detronat în 1866. Ultimul monarh al Casei de Hanovra, Ernest Augustus a fost descendent direct al lui Henric Leul.

## Primii ani
Străbunicul lui Ernest, Prințul Ernest Augustus, Duce de Cumberland, al cincilea fiu al regelui George al III-lea al Regatului Unit, a devenit rege al Hanovrei în 1837 din cauza Legii Salice care i-a interzis reginei Victoria să domnească în Germania.
Prințul Ernest Augustus de Hanovra, Prinț al Marii Britanii și al Irlandei, intitulat "Prințul Ernest de Cumberland" s-a născut la Penzing în apropiere de Viena ca al șaselea și cel mai mic copil al Prințului Moștenitor Ernest Augustus de Hanovra și a soției acestuia, Prințesa Thyra a Danemarcei. Tatăl său a succedat ca pretendent la tronul hanovrian și ca Duce de Cumberland și Teviotdale în 1878.
Tânărul prinț Ernst August a devenit moștenitor aparent al ducatului de Cumberland și, după moartea celor doi frați mai mari, și moștenitor al tronului din Hanovra. 
În 1884, ducele conducător al ducatului de Brunswick-Wolfenbüttel, un văr îndepărtat, a murit și Ducele de Cumberland a pretins acel teritoriu. Cancelarul imperial Otto von Bismarck a reușit să obțină Consiliului Federal (Bundesrat) al Imperiului german să-l excludă pe duce de la succesiune. Bismarck a făcut acest lucru pentru că ducele nu a renunțat la pretențiile sale în mod oficial la regatul de Hanovra, care a fost anexat la Prusia în 1866, după încheierea războiului austro-prusac (Hanovra s-a situat de partea Austriei).

Prințul Albrecht al Prusiei a devenit regent de Brunswick. După moartea prințului Albrecht în 1906, ducele a spus că el și fiul său cel mare, Prințul George, vor renunța la pretențiile lor asupra ducatului pentru a permite lui Ernst să intre în posesia ducatului; această opțiune a fost respinsă de Bundesrat și regența a continuat, de data asta sub Ducele Johann Albert de Mecklenburg, care anterior fusese regent în Mecklenburg pentru nepotul său.

## Căsătorie și ascensiunea supra ducatului de Brunswick
Când fratele mai mare al lui Ernest, Prințul George, a murit într-un accident de automobil la 20 mai 1912, Wilhelm al II-lea al Germaniei a trimis un mesaj de condoleanțe Ducelui de Cumberland. Ca răspuns la acest gest prietenesc, ducele l-a trimis pe singurul său fiu în viață, Ernest, la Berlin pentru a-i mulțumi împăratului. Ernest și împăratul erau veri de gradul trei prin descendența de la regele George al III-lea al Regatului Unit.
La Berlin, Ernest s-a îndrăgostit de singura fiică a împăratului Wilhelm, Prințesa Victoria Luise a Prusiei. La 24 mai 1913, Ernest și Victoria Louise s-au căsătorit. Această căsătorie a încheiat ruptura de decenii între Casele de Hohenzollern și Hanovra. Nunta prințului Ernest Augustus și a prințesei Victoria Louise a fost, de asemenea, ultima mare adunare a suveranilor din Europa (mulți dintre ei erau descendenți atât ai reginei Victoria cât și ai regelui Christian al IX-lea al Danemarcei), înainte de izbucnirea Primului Război Mondial. Au participat în plus față de împăratul german și împărăteasă, ducele și ducesa de Cumberland, George al V-lea al Regatului Unit și regina Mary, țarul Nicolae al II-lea.
La anunțarea logodnei sale cu prințesa Victoria Louise, în februarie 1913, prințul Ernest Augustus a făcut un jurământ de loialitate față de împăratul german și a acceptat comanda cu rangul de căpitan de cavalerie și comandant de companie la husari Zieten, un regiment al armatei prusace în care bunicul său George al V-lea de Hanovra și străbunicul său (Ernest Ausust I) au fost colonei.
La 27 octombrie 1913, Ducele de Cumberland a renunțat oficial la pretenția sa asupra ducatului de Brunswick în favoarea fiului său. A doua zi, Consiliului Federal a votat pentru a-i permite prințului Ernest Augustus de Cumberland să devină suveran al ducatului de Brunswick. Noul Duce de Brunswick, care a fost ridicat la rang de colonel al husarilor, a preluat oficial conducerea ducatului la 1 noiembrie. 
În timpul Primului Război Mondial ducele a fost promovat la rangul de general maior. La 8 noiembrie 1918 a fost obligat să abdice împreună cu ceilalți regi, mari duci, duci și prinți germani. În anul următor, ducatul britanic al tatălui său a fost suspendat în conformitate cu Legea privind privarea de titluri din 1917, ca urmare a serviciului ducelui în armata germană în timpul războiului, și Ernest Augustus și-a pierdut titlul de prinț al Regatului Unit care a fost suspendat în conformitate cu aceeași lege. Când tatăl lui a murit în 1923, Ernest Augustus nu i-a succedat la titlul de Duce de Cumberland. 
Prințul Ernest a trăit să vadă cum unul dintre copii săi - fiica sa Federica - a devenit în 1947 regină a Greciei când soțul ei, prințul Paul al Greciei și Danemarcei i-a succedat fratelui său ca rege. Ducele de Brunswick este bunicul matern al reginei Sofía a Spaniei și al regelui Constantin al II-lea al Greciei.
A murit la castelul Marienburg în apropiere de Hanovra în 1953, la vârsta de 65 de ani.